# Ґран-Рекс
Гран Рекс (фр. Grand Rex) — паризький кінотеатр і концертний зал.

## Розміщення та доїзд
Ґран Рекс розміщений на Бульварі торговців рибою (фр. Boulevard Poissonnière), 1 у другому окрузі Парижа на Паризьких бульварах.
Указом від 5 жовтня 1981 року його фасади та дахи, а також приміщення та його оздоблення зареєстровані як історичні пам’ятки Франції. Найбільше приміщення кінотеатру може вмістити понад 2700 осіб і в середньому його відвідує 1 млн. глядачів за рік. 
До Ґранд Рекс можна доїхати 8 та 9 лініями паризького метро до станції Добра Новина (Bonne-Nouvelle).

## Історія

### Фундація

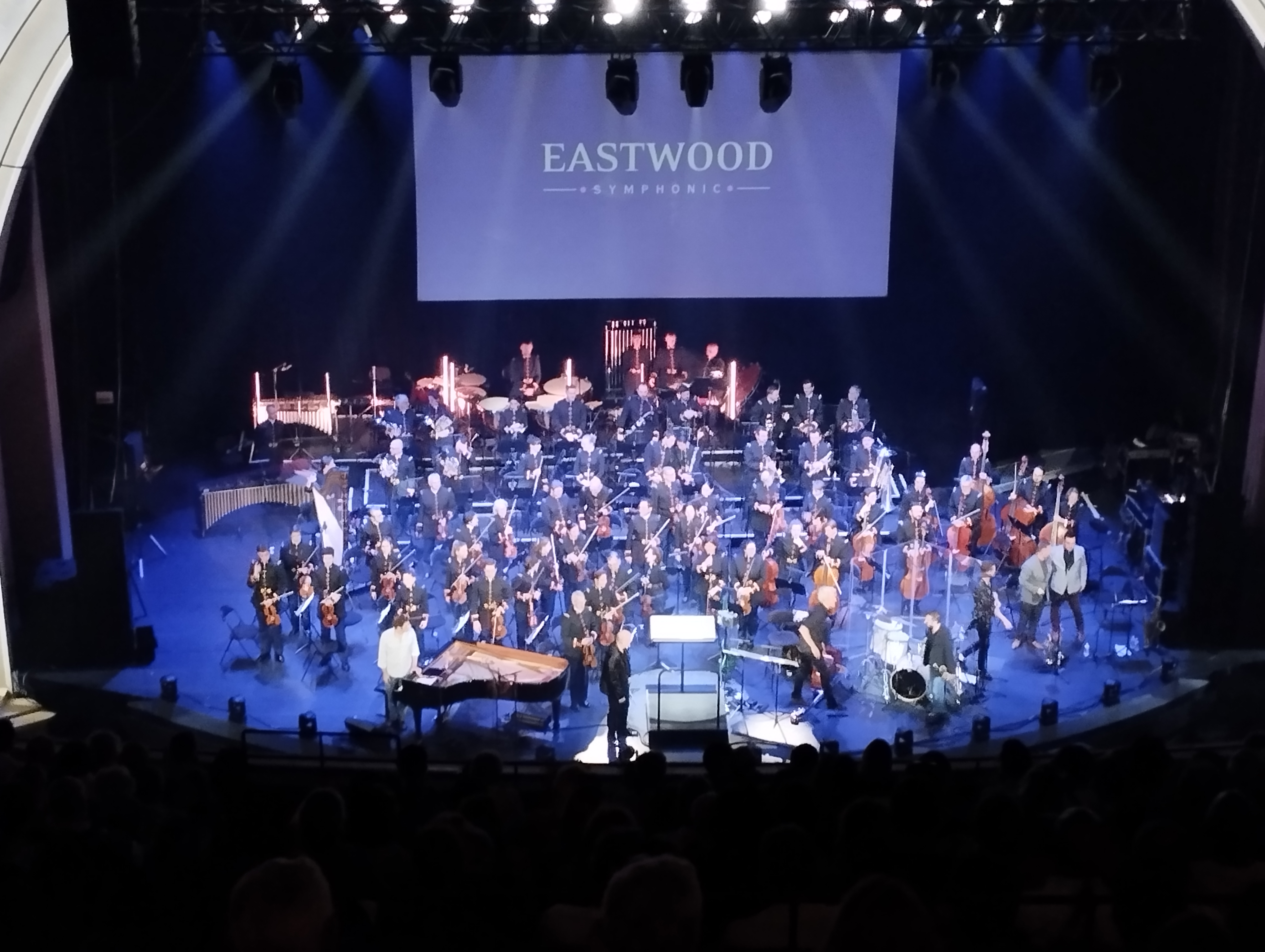
Кайл Іствуд cимфонічний

На початку 1930-х років «Олімпією» володів Жак Гаїк, багатий продюсер і дистриб’ютор у світі кіно. Він розпочав будівництво абсолютно екстравагантної зали: що могла вмістити понад 5000 глядачів на площі 2000 м кв, зі стелею на висоті понад 30 м, що виглядає як світлове зоряне склепі́ння. Висота вежі на даху досягає 35 метрів.
Його проектувальники — архітектор Огюст Блюзен та інженер Джон Еберсон. Фасад був розроблений скульптором Анрі-Едуардом Наварром, а оздоблення великої зали — Морісом Дюфреном.
Велика залаа була прикрашена рельєфом «середземноморсько-античного» міста, розміщеного під відкритим небом, його барвисті стіни відтворюють атмосферу вілл у стилі ар-деко «Французької Рив’єри».
Усі побажання Жака Гаїка були враховані, за винятком кількості місць, яку спочатку довелося скоротити до 3300.

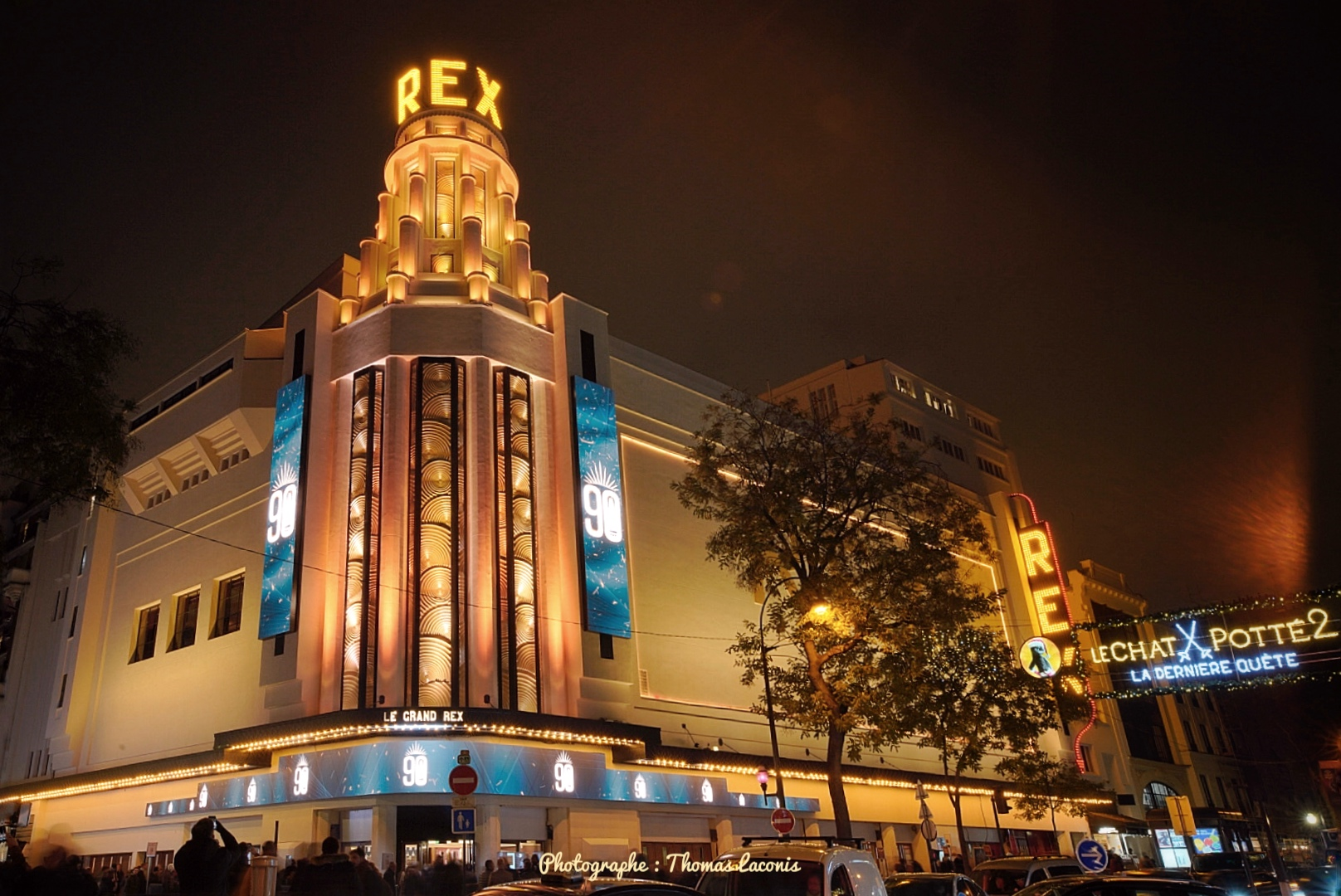
Ґранд Рекс вночі

Зал Ґранд Рекс відкрив свої двері ввечері 8 грудня 1932 року для 3300 гостей. На перегляді фільму «Три мушкетери» (1932), режисера Анрі Діаманта-Бержера. Почесним гостем був Луї Люм'єр.
Журнал Le Figaro пояснює: «З появою розмовного кіно експоненти інвестують у нові, більші, видовищні кінотеатри, які також є прибутковішими. Конкуренція жорстка, кожен намагається утримати публіку. Зважаючи на це, Жак Гаїк уявляє собі «атмосферну залу», три поверхи якої та картини на стінах мають створювати враження, що ми перебуваємо просто неба. І в приємнішому кліматі, ніж сірий паризький клімат. Усі ці нововведення допомагають залучити публіку, що тягнеться до екзотики».
Це один із найбільших залів у Парижі та у світі з Палацом Ґомон на 6000 місць, побудованим у 1931 році та зруйнованим у 1973 році.
Незважаючи на успіх залу Ґранд Рекс, Жак Гаїк оголосив про банкрутство та продав його кіностудії Ґомон, перш ніж Жан Ельманн, Ален Бір та Льоді Лоренс купили його в свою чергу.

## Технічні характеристики
Обладнання
- 7 залів на 2702, 500, 262, 210, 155, 125 і 100 місць;
- 35 мм кіноплівка та цифрова проекція – стереозвук у системах Dolby/Digital Theater
- Власник: Маріанна Гельманн
- Оператор: SAS Le Grand Rex Paris

## Велика зала
- 2702 місця (з врахуванням 98 відкидних місць), розміщених на 3 рівнях,
- великі та зручні шкіряні крісла для оркестру,
- мезонін, обладнаний такими ж сидіннями,
- 2-ий балкон на 1200 місць,
- світлова арка,
- велика модульна сцена (шоу та концерти),
- сценічний екран розміром 16,90 м на 7 м, (на сцені під світловою аркою),
- три проектори DP 32 4K,
- широкий екран з основою 24,90 м та 11,35 м висоти (приблизно 280 м кв). Він ховається в стелі і розгортається перед світловою аркою.

### Фотогалерея

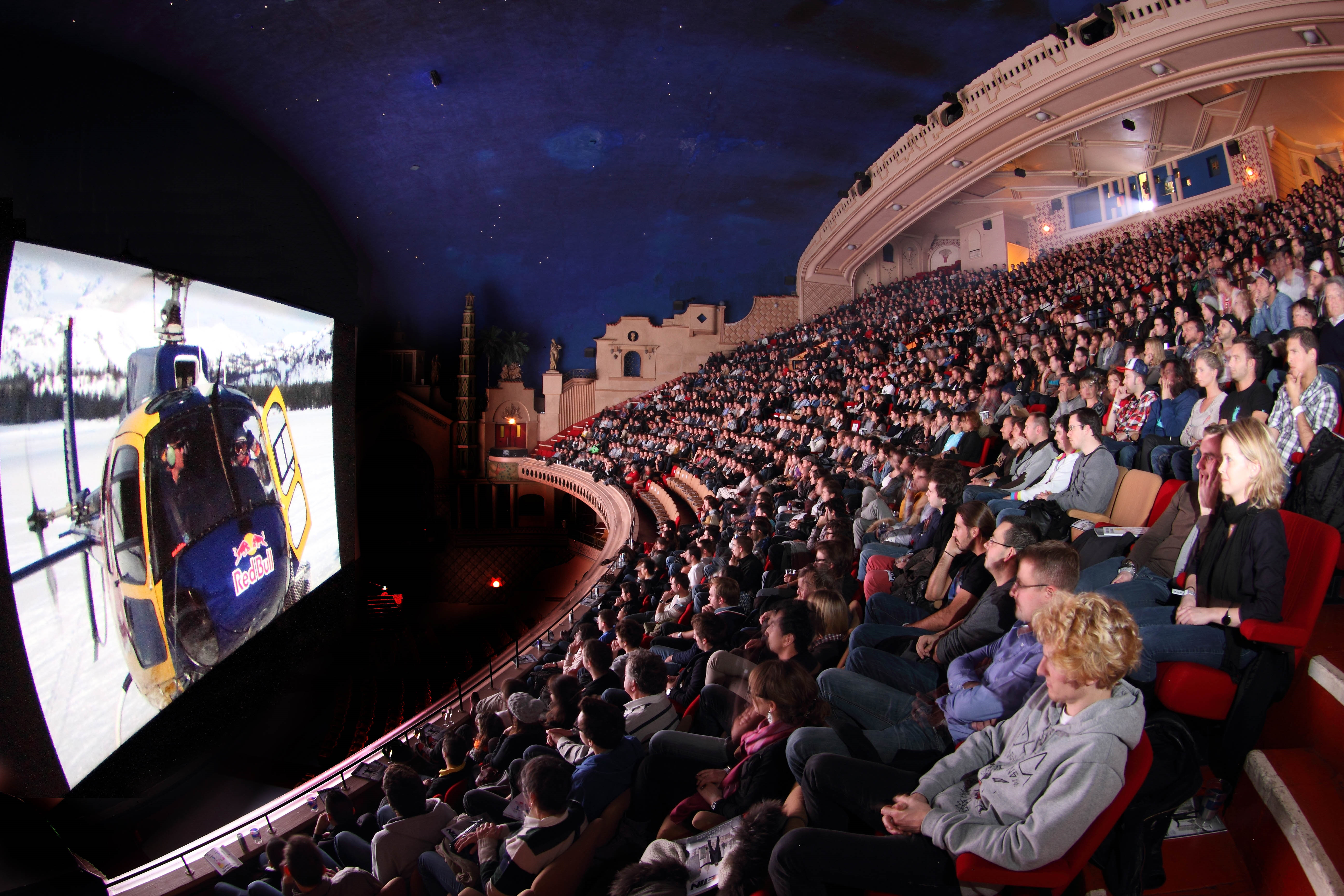
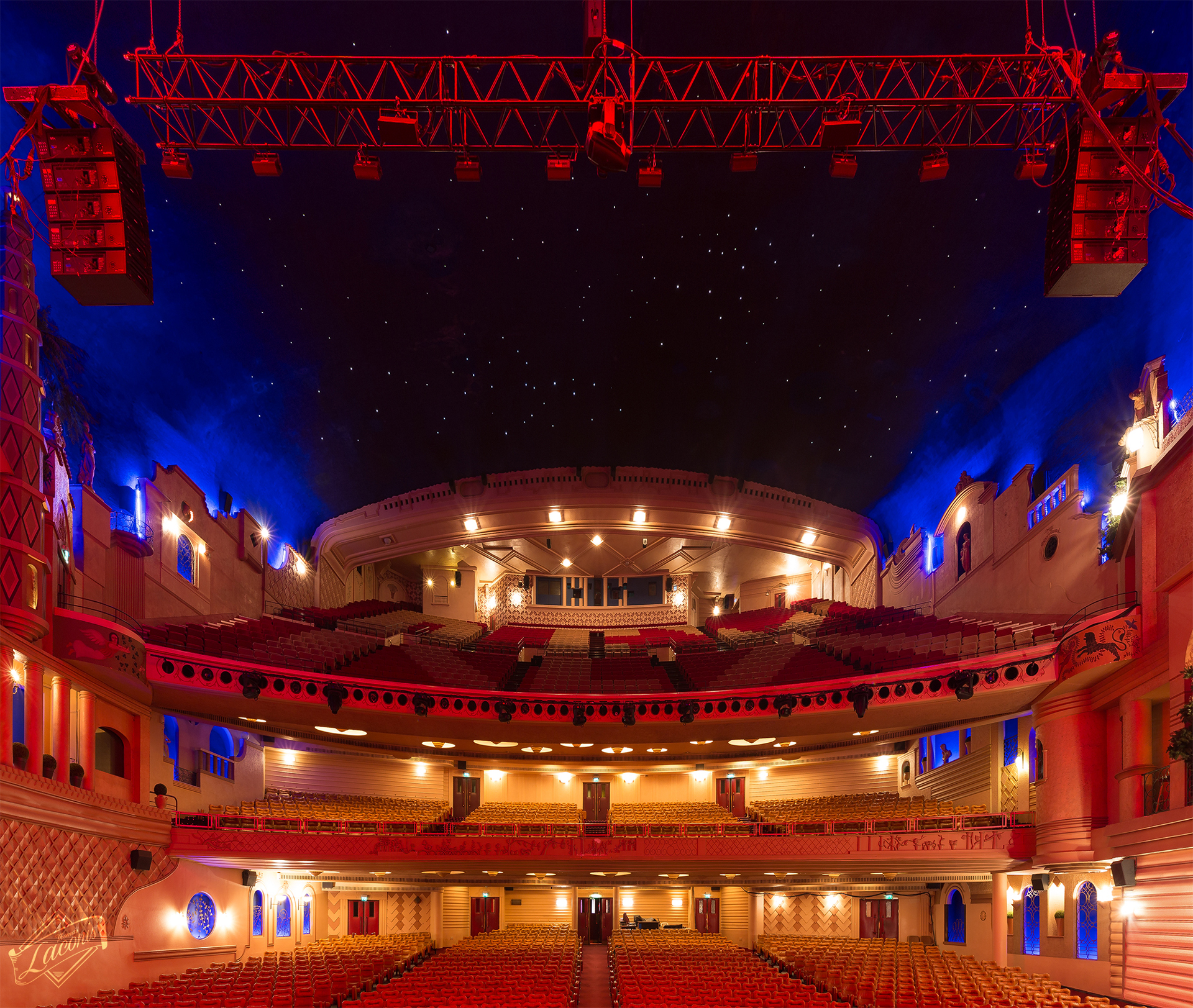
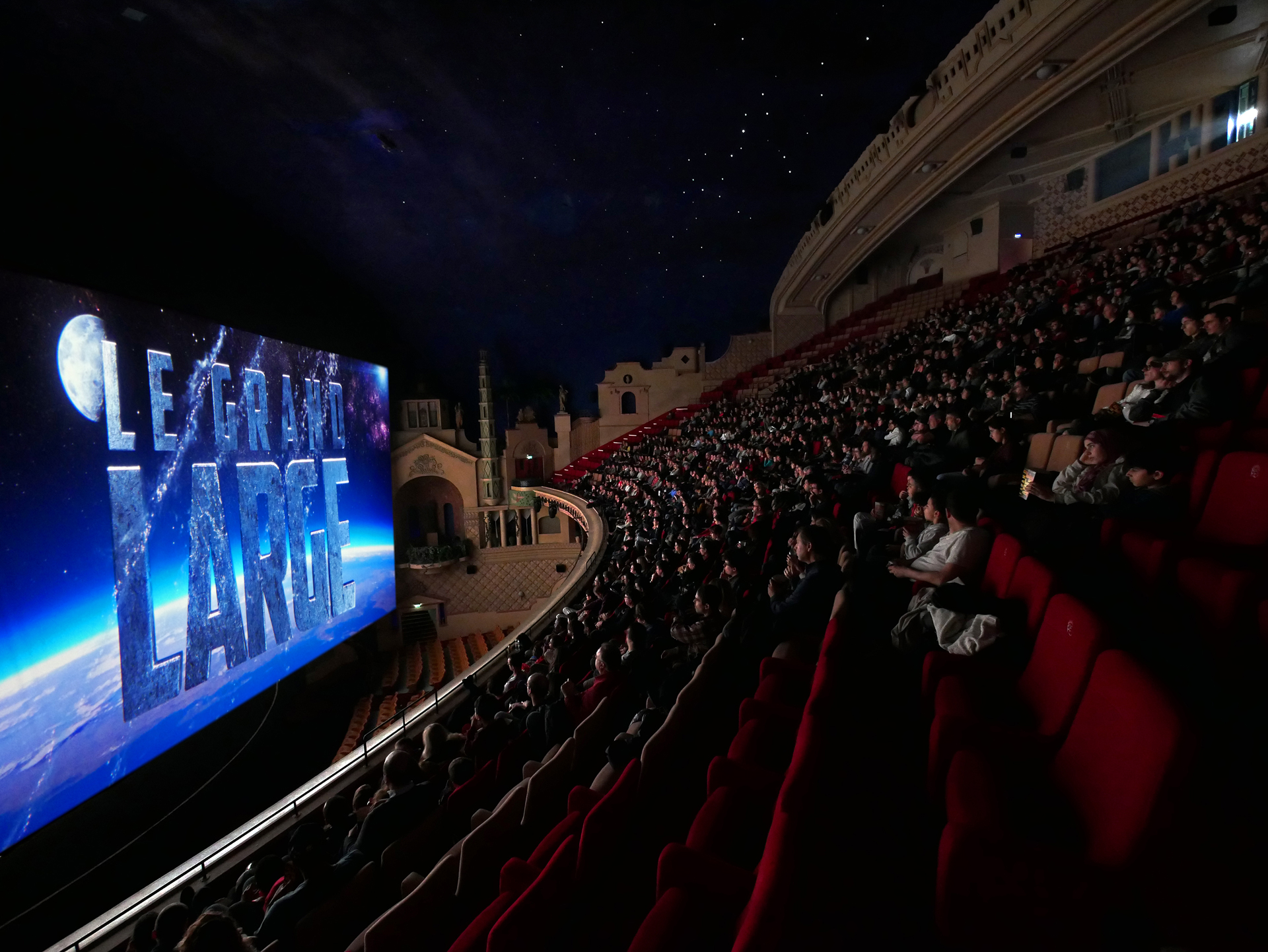